# Rhynchomicropteron
Rhynchomicropteron är ett släkte av tvåvingar. Rhynchomicropteron ingår i familjen puckelflugor.
Kladogram enligt Catalogue of Life:
| Rhynchomicropteron | \| \| Rhynchomicropteron aphidiforme \| \| \| \| \| \| Rhynchomicropteron beaveri \| \| \| \| \| \| Rhynchomicropteron bifidspinarum \| \| \| \| \| \| Rhynchomicropteron brevipes \| \| \| \| \| \| Rhynchomicropteron caecutiens \| \| \| \| \| \| Rhynchomicropteron curvescens \| \| \| \| \| \| Rhynchomicropteron dudichi \| \| \| \| \| \| Rhynchomicropteron ellwoodi \| \| \| \| \| \| Rhynchomicropteron micraphidiforme \| \| \| \| \| \| Rhynchomicropteron muluensis \| \| \| \| \| \| Rhynchomicropteron necaphidiforme \| \| \| \| \| \| Rhynchomicropteron necbeaveri \| \| \| \| \| \| Rhynchomicropteron nepalensis \| \| \| \| \| \| Rhynchomicropteron nudicosta \| \| \| \| \| \| Rhynchomicropteron nudiventer \| \| \| \| \| \| Rhynchomicropteron puliciforme \| \| \| \| \| \| Rhynchomicropteron silvestrii \| \| \| \| \| \| Rhynchomicropteron vallacki \| \| \| \| |
|                    | \| \| Rhynchomicropteron aphidiforme \| \| \| \| \| \| Rhynchomicropteron beaveri \| \| \| \| \| \| Rhynchomicropteron bifidspinarum \| \| \| \| \| \| Rhynchomicropteron brevipes \| \| \| \| \| \| Rhynchomicropteron caecutiens \| \| \| \| \| \| Rhynchomicropteron curvescens \| \| \| \| \| \| Rhynchomicropteron dudichi \| \| \| \| \| \| Rhynchomicropteron ellwoodi \| \| \| \| \| \| Rhynchomicropteron micraphidiforme \| \| \| \| \| \| Rhynchomicropteron muluensis \| \| \| \| \| \| Rhynchomicropteron necaphidiforme \| \| \| \| \| \| Rhynchomicropteron necbeaveri \| \| \| \| \| \| Rhynchomicropteron nepalensis \| \| \| \| \| \| Rhynchomicropteron nudicosta \| \| \| \| \| \| Rhynchomicropteron nudiventer \| \| \| \| \| \| Rhynchomicropteron puliciforme \| \| \| \| \| \| Rhynchomicropteron silvestrii \| \| \| \| \| \| Rhynchomicropteron vallacki \| \| \| \| |
|                    | Rhynchomicropteron aphidiforme |
|                    | |
|                    | Rhynchomicropteron beaveri |
|                    | |
|                    | Rhynchomicropteron bifidspinarum |
|                    | |
|                    | Rhynchomicropteron brevipes |
|                    | |
|                    | Rhynchomicropteron caecutiens |
|                    | |
|                    | Rhynchomicropteron curvescens |
|                    | |
|                    | Rhynchomicropteron dudichi |
|                    | |
|                    | Rhynchomicropteron ellwoodi |
|                    | |
|                    | Rhynchomicropteron micraphidiforme |
|                    | |
|                    | Rhynchomicropteron muluensis |
|                    | |
|                    | Rhynchomicropteron necaphidiforme |
|                    | |
|                    | Rhynchomicropteron necbeaveri |
|                    | |
|                    | Rhynchomicropteron nepalensis |
|                    | |
|                    | Rhynchomicropteron nudicosta |
|                    | |
|                    | Rhynchomicropteron nudiventer |
|                    | |
|                    | Rhynchomicropteron puliciforme |
|                    | |
|                    | Rhynchomicropteron silvestrii |
|                    | |
|                    | Rhynchomicropteron vallacki |
|                    | |